# Uttarpara
Uttarpara (en bengalí: উত্তরপাড়া ) es una ciudad de la India, en el distrito de Hugli, estado de Bengala Occidental.

## Geografía
Se encuentra a una altitud de 8 m s. n. m. a 14 km de la capital estatal, Calcuta, en la zona horaria UTC +5:30.

## Demografía
Según estimación 2010 contaba con una población de 207 081 habitantes.